# Bobby Ghosh
Aparisim "Bobby" Ghosh és un periodista indi, cap del diari digital de negocis Quartz. Va ser redactor d'internacional de la revista Time, sent el primer no-estatunidenc en ocupar aquest càrrec. Anteriorment, havia estat cap de l'oficina de Bagdad de Time, i un dels corresponsals que va estar més anys a l'Iraq. Ha escrit històries d'altres zones de conflicte, com Palestina i el Caixmir. També ha treballat per a Time Asia i Time Europe, i ha cobert temes tan variats com la tecnologia i el futbol (per exemple, el seu famós article sobre Lionel Messi), els negocis i les tendències socials. Va començar la seva carrera com a periodista al diari en anglès Deccan Chronicle des de Visakhapatnam. La seva cobertura a Bagdad ha inclòs perfils d'atacants suïcides i altres terroristes, històries sobre iraquians i també de figures polítiques.